# Nucci (cognome)
Nucci è un cognome di lingua italiana.

## Varianti
Nuzi, Nuzzi.

## Origine e diffusione
Cognome tipicamente toscano, è presente anche al Sud.
Potrebbe derivare dal termine latino bonum, "buono", risultando quindi variante aferetica di Beni, o dal toponimo Nuccio nel trapanese.
La variante Nuzzi è presente nelle medesime aree.